# فندق نوک‌دار
فندق نوک‌دار (نام علمی: Corylus cornuta) نام یک گونه از سرده فندقیان است.

## نگارخانه

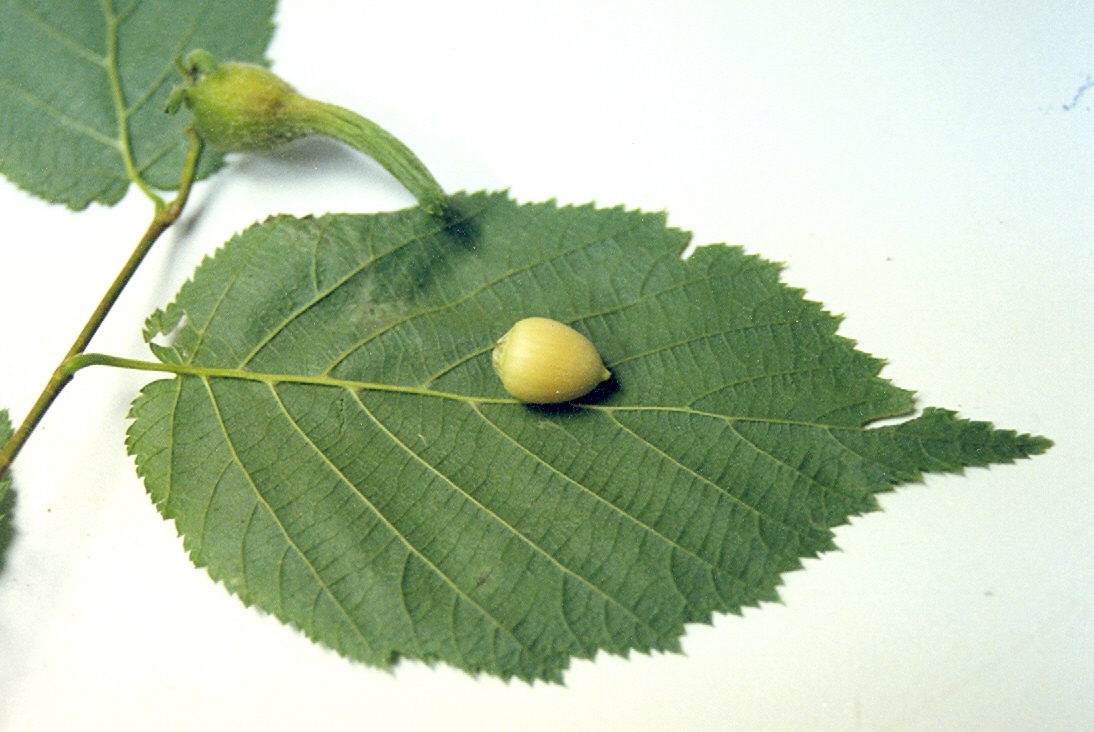
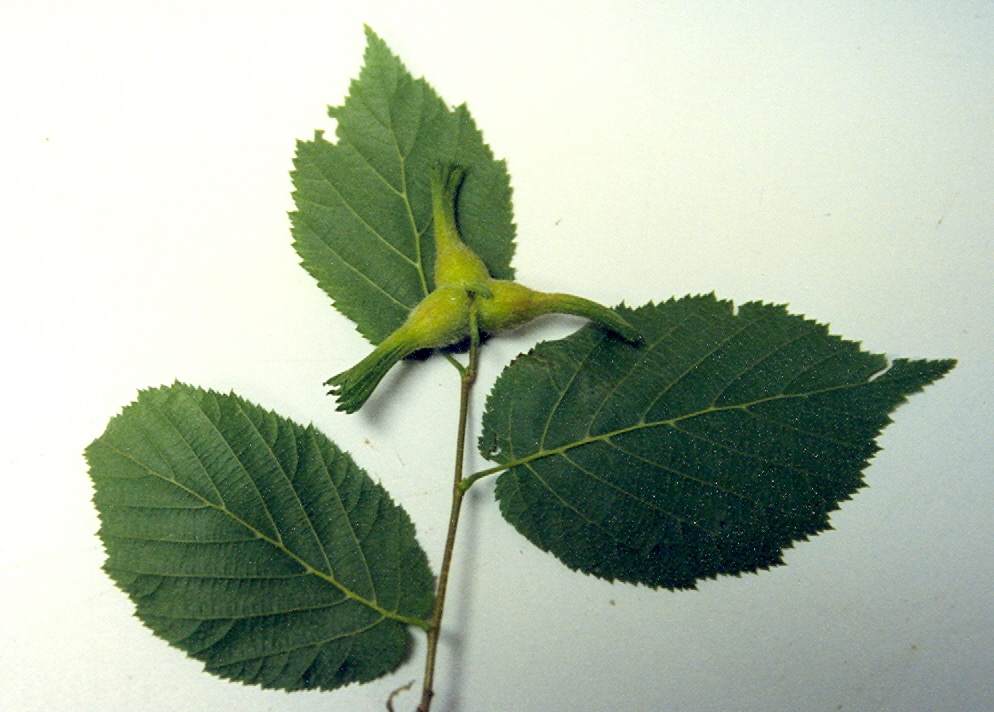
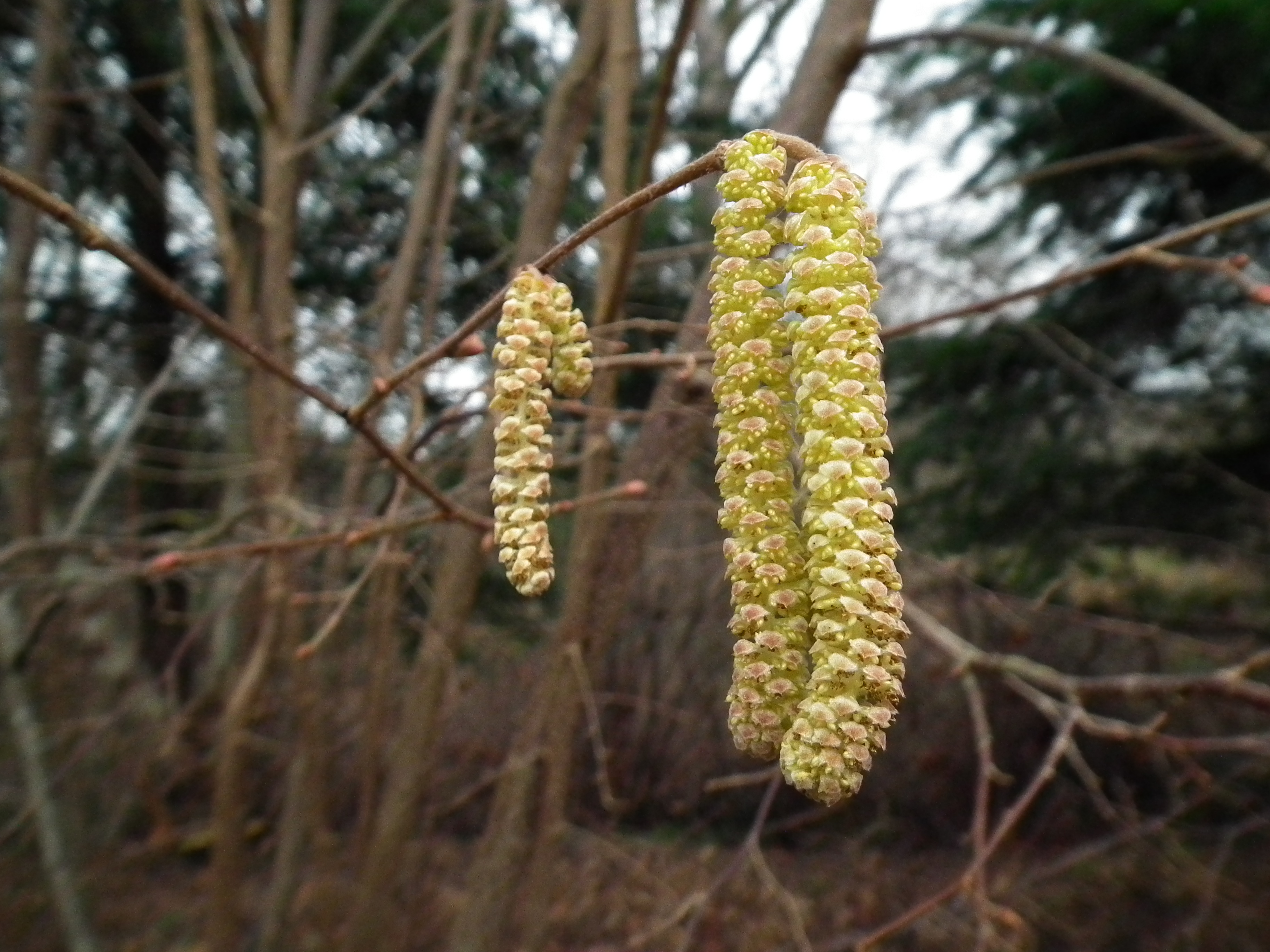
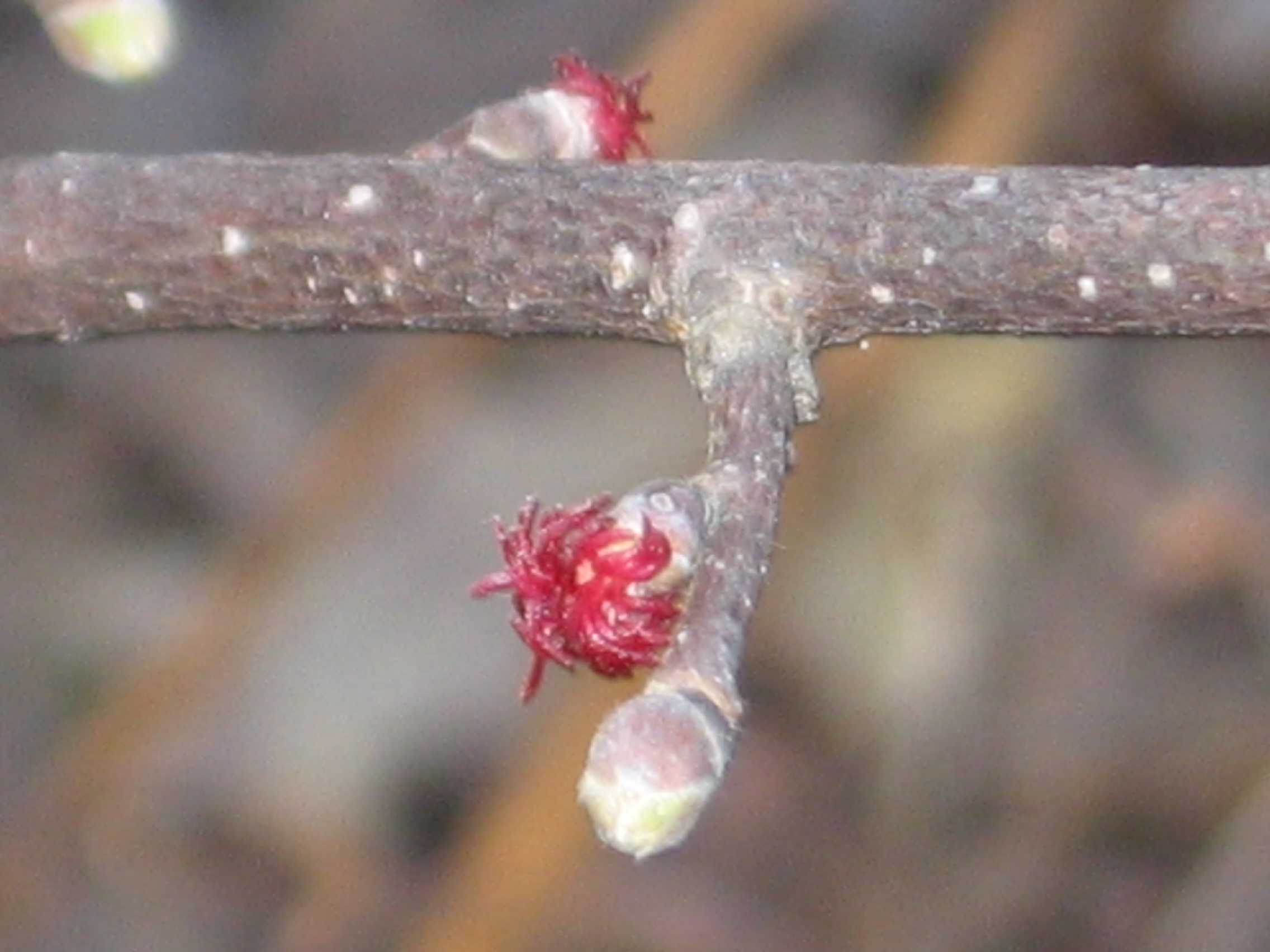